# Arcahaie (arrondissement)
Arcahaie (em crioulo, Lakayè), é um arrondissement do Haiti, situado no departamento do Oeste. De acordo com o censo de 2003, Arcahaie tem uma população total de 166.089 habitantes.

## Comunas
O arrondissement de Arcahaie é composto por 2 comunas.
- Arcahaie
- Cabaret